# August Beer
August Beer (Treviri, 31 luglio 1825 – Bonn, 18 novembre 1863) è stato un fisico, chimico e matematico tedesco. Famoso principalmente per i suoi studi di fotometria, il suo nome è ricordato nella legge di Lambert-Beer.

## Biografia[1]
Nato a Treviri nel 1825, August Beer compì dapprima i suoi studi nella città natale fino al liceo, poi nel 1845 andò all'università di Bonn a studiare matematica e scienze naturali. Diventò assistente e collaboratore di Julius Plücker, indirizzandosi verso la matematica e la fisica. Si laureò nel 1848 alla facoltà di filosofia ricevendo anche un premio per il trattato De situ axium opticorum in cristallis biaxibus e poi nel 1850 ottenne l'abilitazione come docente (privatdozent). Nel 1853 pubblicò l'opera Einleitung in die höhere Optik, un trattato sulla teoria della luce che ebbe vasta risonanza e fu tradotto anche in altre lingue. L'anno successivo diede alle stampe Grundriss des photometrischen Calcüles. Nel 1855 fu nominato professore straordinario, e due anni dopo diventò professore ordinario all'Università di Bonn. Morì nel 1863 all'età di 38 anni mentre lavorava ad un libro di testo dove voleva riassumere tutta la fisica matematica nota. Le parti completate furono pubblicate dopo la sua morte (Einleitung in die Elektrostatik, die Lehre vom Magnetismus und die Elektrodynamik e Einleitung in die mathematische Theorie der Elastizität und Kapillarität).

## Legge di Lambert-Beer

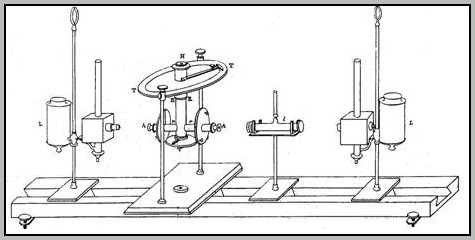
Fotometro di Beer, 1852

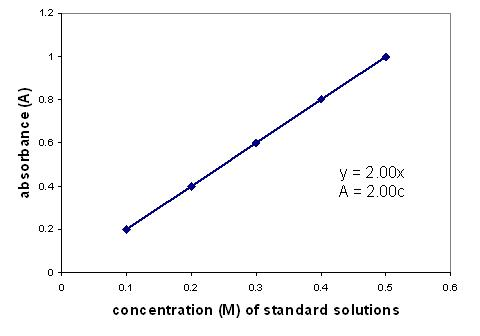
Esempio di diagramma che illustra la legge di Beer–Lambert

Il nome di Beer è legato principalmente alla legge di Lambert-Beer, usata in spettroscopia. Questa legge stabilisce che la quantità di luce assorbita da una sostanza disciolta in un solvente non assorbente è direttamente proporzionale alla concentrazione della sostanza e allo spessore di soluzione attraversato. La legge di Lambert-Beer è comunemente espressa come A = εcl, dove A è l'assorbanza della soluzione, c è la concentrazione molare della sostanza, l è la lunghezza del percorso ottico in centimetri e ε è una costante di proporzionalità detta coefficiente di assorbimento molare.